# Santo Antão
Santo Antão (Sant'Antonio) è un'isola dell'arcipelago di Capo Verde, appartenente al gruppo delle Barlavento. Il capoluogo è Porto Novo, mentre il centro maggiore è Ribeira Grande. La popolazione dell'isola è di 47 124 abitanti (2005).

## Geografia

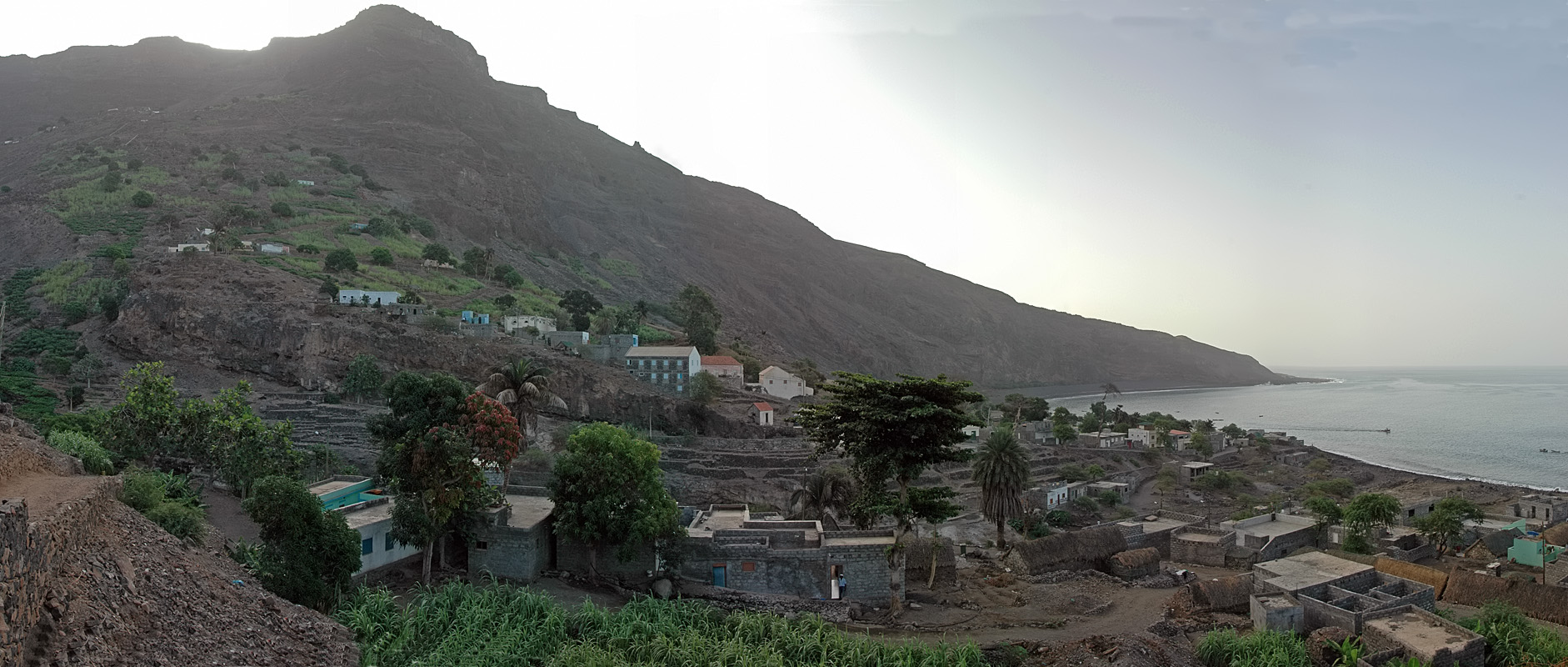
Tarrafal de Monte Trigo.

Santo Antão è la più settentrionale ed occidentale delle isole capoverdiane e l'isola ad essa più vicina è São Vicente.
Il monte più alto è il Topo da Coroa (1979 m s.l.m.), mentre il secondo per altezza è il Pico da Cruz (1585 m s.l.m.).

## Storia
L'isola è stata scoperta nel 1462 da Diogo Afonso e fu abitata a partire dal 1548. Il nome attuale le fu dato solo dopo il 1500.
Nel XVII secolo, persone delle isole capoverdiane di Santiago e Fogo e portoghesi del nord sbarcarono nei pressi dell'odierna Ribeira Grande. Successivamente il vino ed il caffè divennero le principali risorse per le esportazioni, diventando parte importante della storia di Santo Antão.

## Turismo ed economia
L'isola di Santo Antão ha una forte vocazione turistica, fra le più recettive dello Stato. La pesca e la produzione di carta sono le principali fonti economiche dell'isola. Altre fonti agricole derivano dalla produzione di canna da zucchero, yam, manioca, banane, mango e cereali. Un prodotto caratteristico dell'isola è un tipo di rum, distillato dal succo della canna da zucchero, chiamato "Grogue".

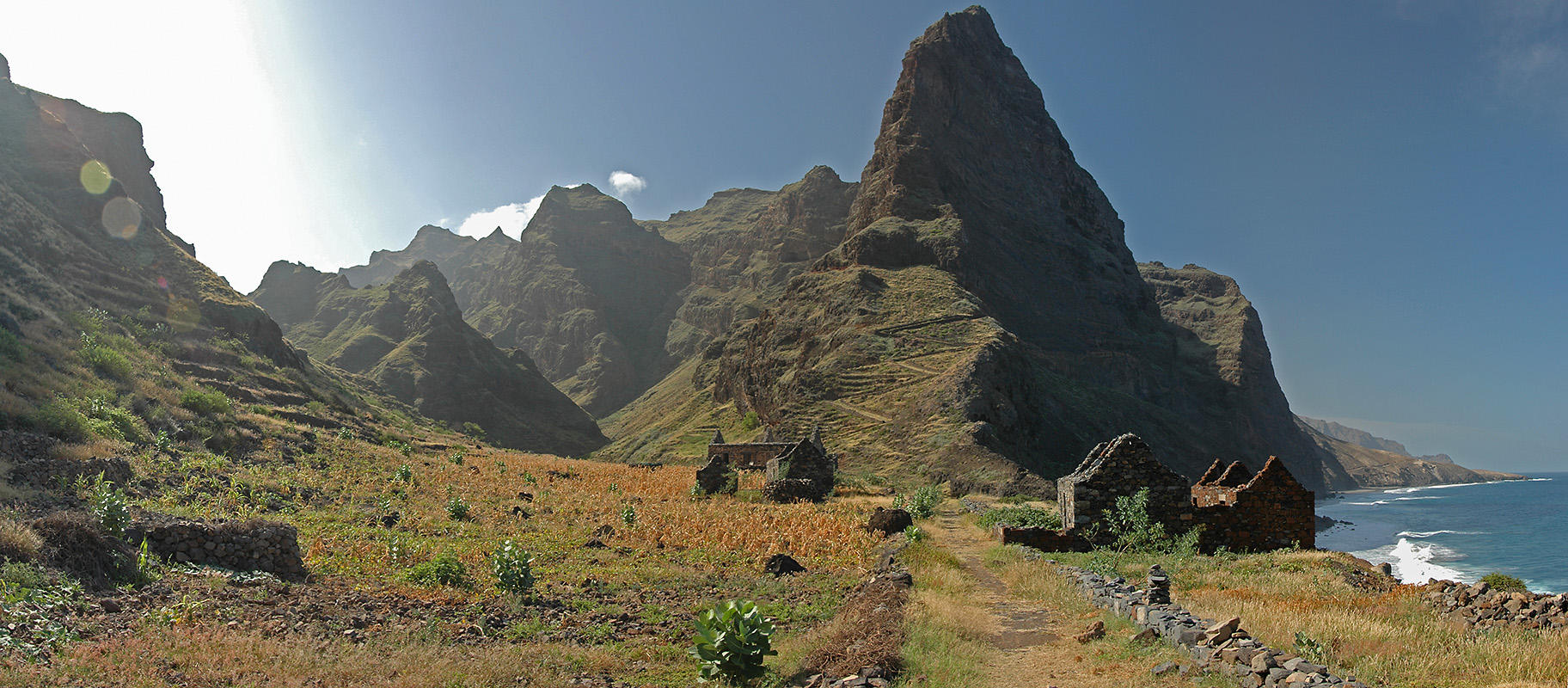
Chã de Igreja/Cruzinha da Graça.
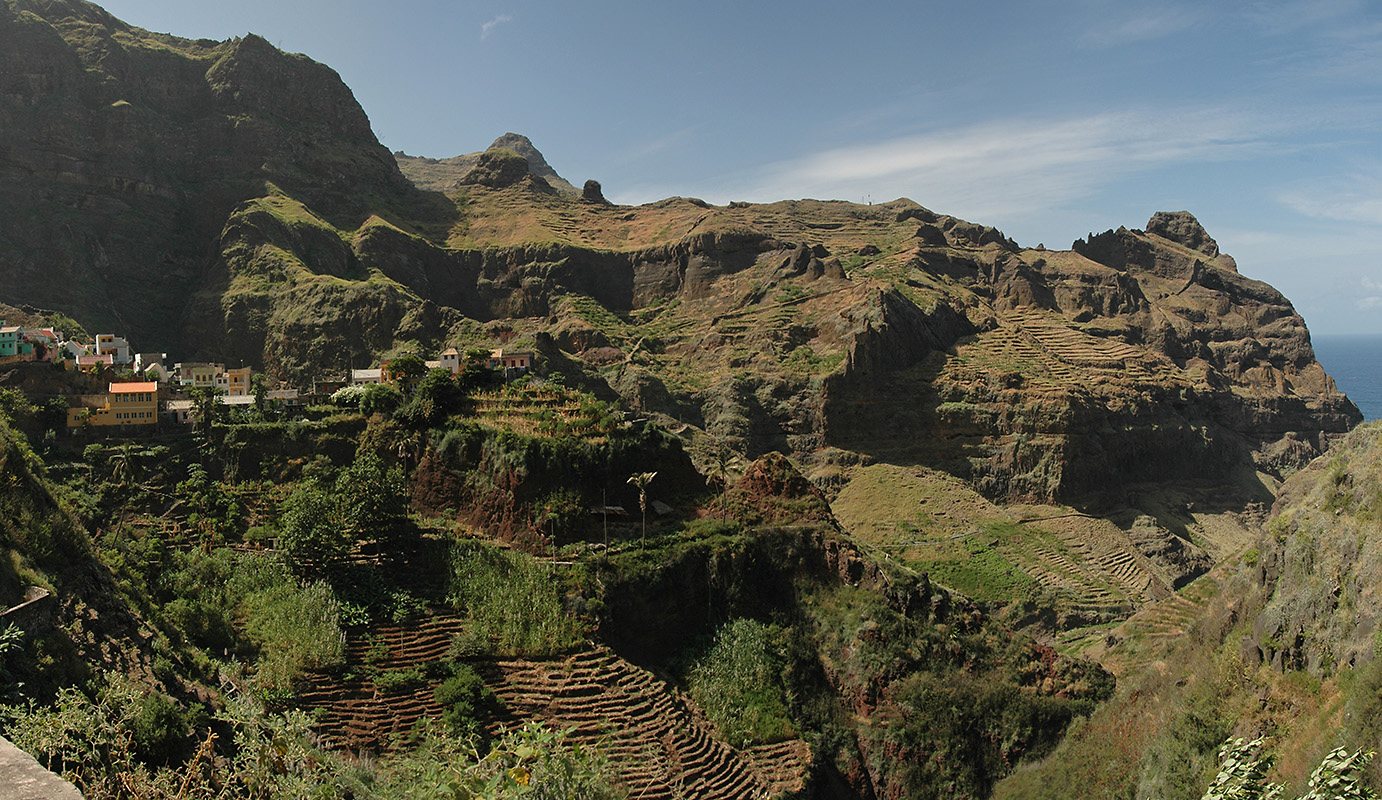
Fontainhas.
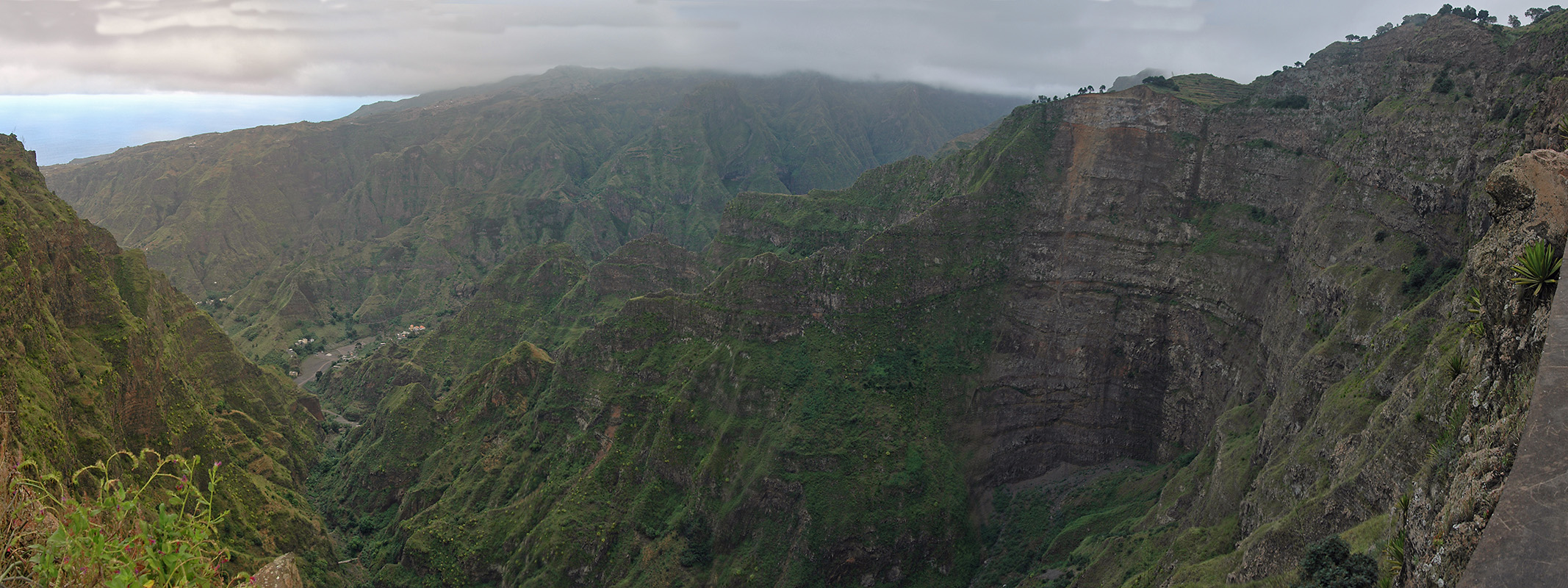
Cratere vulcanico di Cova.
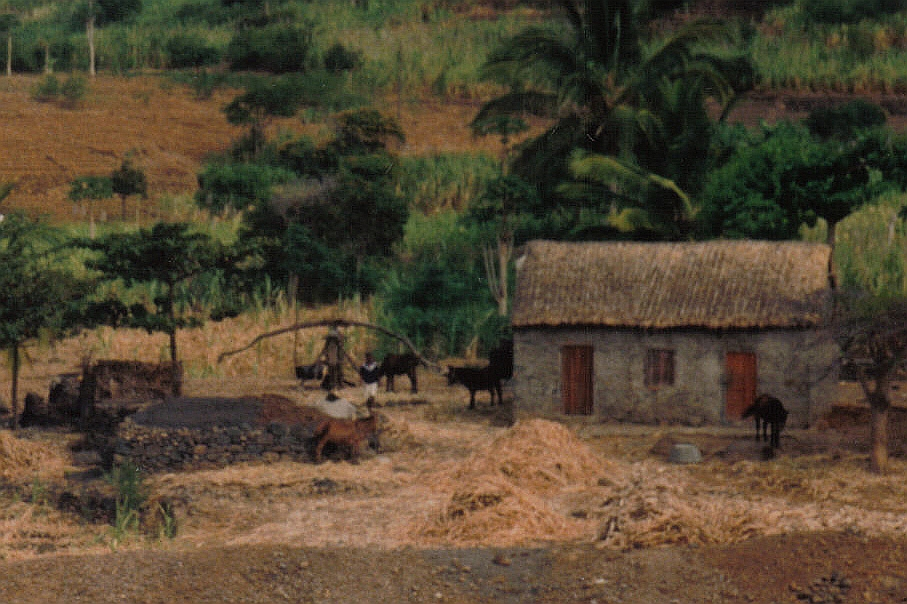
Ribeira da Cruz.

## Suddivisione

### Comuni
Storicamente l'isola contava una sola municipalità (codice: CV-SA), fino alla divisione in 3 parti, avvenuta nel 1990:
- Paul
- Porto Novo (CV-PN) -capoluogo-
- Ribeira Grande (CV-RG)

### Villaggi
- Alto Mira
- Chã das Furnas
- Coculi
- Corvo
- Cruzinha
- Curral da Russa
- Eito
- Eito de Baixo
- Espongeiro
- Fontainhas
- Formiguinhas
- Janela
- Lomba de Santo
- Lomba dos Pombas
- Lourenço
- Monte Trigo
- Passo
- Pombas
- Ponta do Sol
- Ribeira da Cruz
- Ribeira das Bras
- Sinagoga
- Tarrafal de Monte Trigo

### Freguesias
Concelho di Paul:
- Santo António das Pombas

Concelho di Porto Novo:
- São João Baptista (Santo Antão)
- Santo André

Concelho di Ribeira Grande:
- Nossa Senhora do Livramento
- Nossa Senhora do Rosário
- Santo Crucifixo (Santo Antão)
- São Pedro Apóstolo (Santo Antão)